# The Happiness Patrol
The Happiness Patrol (La patrouille de la joie) est le deuxième épisode de la 25e saison de la première série de Doctor Who. Diffusé en trois parties, du 2 au 16 novembre 1988, il se veut une satire de la politique de Margaret Thatcher.

## Accroche
Le Docteur et Ace se retrouvent sur une colonie terrienne nommée "Terra Alpha" et dirigée par la souveraine Helen A. Sur Terra Alpha, la tristesse est un crime capitale et une police secrète nommée "The Happiness Patrol" est chargée d'exécuter quiconque ne serait pas joyeux.

## Distribution
- Sylvester McCoy : Le Docteur
- Sophie Aldred : Ace
- Sheila Hancock : Helen A
- Ronald Fraser : Joseph C
- Georgina Hale : Daisy K
- Harold Innocent : Gilbert M
- Lesley Dunlop : Susan Q
- Rachel Bell : Priscilla P
- Jonathan Burn : Silas P
- Tim Barker : Harold V
- David John Pope : Le Kandy Man
- John Normington : Trevor Sigma
- Richard D. Sharp : Earl Sigma
- Tim Scott : Forum Doorman
- Mary Healey : Killjoy
- Steve Swinscoe, Mark Carroll : Snipers
- Philip Neve : Wences
- Ryan Freedman : Wulfric
- Annie Hulley : Présentatrice du journal

## Résumé
Le Docteur et Ace visitent une colonie terrienne nommée "Terra Alpha", où la joie a été érigée en dogme principal et où les personnes qui sont suspectées d'être tristes sont considérées comme des "rabats-joies" destinés à être enfermés dans des "zones d'attente" ou à être exécutés sur le champ. Le leader de Terra Alpha, une femme du nom de Helen A, fait exécuter ses ordres par une milice appelée "la patrouille de la joie" composée de femmes aux couleurs vives. Après avoir été identifiés comme des "rabats-joies" le Docteur et Ace seront amenés en "zone d'attente" mais ils se séparent lors de leur fuite.
Le Docteur fait la connaissance d'Earl Sigma, un touriste venu d'une autre planète et joueur de blues, tandis qu'Ace trouvera l'amitié d'une jeune fille de la patrouille, nommée Susan Q, qu'elle parvient à amener dans son camp. Le Docteur et Earl s'aventurent dans la "Kandy Kitchen" une cuisine étrange dans laquelle de nombreuses personnes semblent avoir disparu et découvrent le bourreau d'Helen A, le Kandy Man, un robot grotesque formé à partir de bonbons. Le Docteur parvient toutefois à le coller au sol grâce à de la limonade. S'enfuyant par les tuyaux, ils croisent les indigènes de ce monde, des créatures en fourrure surnommées le "peuple des tuyaux" et s'associent à eux pour faire tomber la tyrannie d'Helen A.
De retour à la surface, le Docteur fait la connaissance d'un agent du recensement, venu d'une autre planète, qui lui permet d'accéder dans le palais d'Helen A. Après en être reparti il s'aperçoit aussi que les classes ouvrières protestent contre leur tyran et empêche que des snipers tirent sur la foule en allant les raisonner. Pendant ce temps-là, Ace et Susan Q ont été capturées et doivent "auditionner" au forum, un lieu où les personnes qui ne divertissent pas sont exécutées. Mais, en chemin, elles croisent le Docteur, qui, avec l'aide de la foule, court-circuite la logique de la "patrouille de la joie" en protestant contre elles en riant. Leur logique leur interdisant de faire du mal à des gens joyeux, elles laissent s'enfuir le Docteur, Earl, Ace et Susan Q qui rejoignent le palais d'Helen A.
Alors qu'ils sont dans les tuyaux, Helen A lance Fifi, un stigorax, une créature mi-chien mi rat dressée pour tuer le peuple des tuyaux à leur trousse. Mais celui-ci meurt écrasé sous une avalanche de sucre cristallisé provoquée par l'harmonica d'Earl. Les hommes des tuyaux réussissent à tuer le Kandy Man en utilisant un flot de sucrerie dont il se servait pour tuer les "rabat-joies." La révolution est une réussite, Helen A tente de s'enfuir dans une fusée, mais le créateur du Kandyman, Gilbert M et Joseph C, son mari, l'ont déjà utilisée pour s'enfuir avant elle.
Tandis qu'elle s'enfuit, le Docteur vient discuter avec Helen A de la véritable nature de la joie, qui n'a aucun sens sans la tristesse. Helen A se moque de ses arguments, mais apercevant Fifi, mort, elle se met a éclater en sanglots. Le Docteur et Ace repartent dans le TARDIS, laissant Earl, Susan Q et le peuple des tuyaux rebâtir la planète.

### Continuité
- Le Docteur raconte à Ace les événements de « Invasion of the Dinosaurs » et parle du Brigadier.
- Le Docteur explique que son surnom à l'académie lorsqu'il était sur Gallifrey était "Theta Sigma". Drax, un des anciens camarade de classe du Docteur, l'appelle par ce nom là dans « The Armageddon Factor » et River Song en fait mention par écrit dans l'épisode « La Pandorica s'ouvre »